# Пинелли, Этторе
Этторе Пинелли (итал. Ettore Pinelli; 18 октября 1843, Рим — 17 сентября 1915, Рим) — итальянский скрипач, дирижёр и композитор.
Ученик Туллио Рамачотти. В 1854 году выступил с первым концертом. Начиная с 1859 года заявил о себе как один из активнейших римских ансамблистов, первоначально вместе со своим учителем Рамачотти, но постепенно замещая его на первых ролях; особенно прочное творческое содружество установилось у Пинелли с пианистом Джованни Сгамбати. В 1864—1865 гг. совершенствовал своё мастерство в Германии под руководством Йозефа Иоахима. По возвращении в Рим продолжил активную карьеру камерного музыканта, в том числе в составе фортепианного трио со своими братьями Дечио и Оресте. С 1866 года примариус струнного квартета (с участием брата Дечио, а также Тито Монакези и альтиста Винченцо де Санктиса), вершиной карьеры которого стал концерт на Всемирной выставке 1878 года в Париже (с произведениями Антонио Бадзини, Джузеппе Верди и самого Пинелли).
В 1870 году совместно со Сгамбати организовал в Риме (в составе Академии Санта-Чечилия) Музыкальный лицей, в котором преподавал до своей смерти. Лицей быстро и успешно развивался, в 1877 году получил официальный статус, а в 1923 году был преобразован в консерваторию. Одновременно начал выступать как дирижёр, в 1874 году основал Римское оркестровое общество (итал. Società orchestrale romana) — первый постоянно действующий оркестр в Риме, и руководил им до 1898 года, когда в городе возникли аналогичные инициативы с более широкими организационно-финансовыми возможностями.
Среди композиций Пинелли — вокальные сочинения, следующие итальянской народной традиции, две симфонии, два квартета, два трио, пьесы для скрипки и фортепиано. Ему принадлежат многочисленные транскрипции для скрипки, выполненные в дидактических целях и до сих пор используемые в итальянском музыкальном образовании.